# Джой Моттрам
Джой Моттрам (англ. Joy Mottram; нар. 21 березня 1928) — колишня британська тенісистка.
Найвищим досягненням на турнірах Великого шолома був фінал в парному розряді.

## Фінали турнірів Великого шолома

### Парний розряд:1 поразка
| Результат | Рік  | Турнір                               | Покриття | Партнерка    | Суперниці                       | Рахунок  |
| --------- | ---- | ------------------------------------ | -------- | ------------ | ------------------------------- | -------- |
| Поразка   | 1949 | Відкритий чемпіонат Франції з тенісу | Ґрунт    | Бетті Гілтон | Луїз Браф Маргарет Осборн Дюпон | 5–7, 1–6 |